# Fugees
Ne doit pas être confondu avec Refugee.
Fugees est un groupe de hip-hop américain, originaire de South Orange, dans le New Jersey. Formé en 1993, le groupe est particulièrement populaire au milieu des années 1990 et se distingue par un répertoire musical varié, incluant le rap, la soul et des influences caribéennes, en particulier le reggae. The Score, publié en 1996, est l'un des albums de rap les plus vendus aux États-Unis avec plus de six millions d'exemplaires écoulés. 

## Biographie

### Débuts
En 1989, Pras Michel et Wyclef Jean, deux amis d'enfance, tous deux d'origine haïtienne, ayant grandi à Brooklyn, ambitionnent de vivre de leur passion, la musique, et plus particulièrement celle issue de la culture hip-hop. Malheureusement, ils ne connaissent quasiment personne dans le milieu de l'industrie musicale. Cependant, Pras a une amie, Lisa, dont le père n'est autre que le légendaire et très réputé producteur, musicien et membre fondateur du groupe Kool & The Gang, Ronald Khalis Bell. Pras lui demande de les aider. Ronald Khalis Bell accepte. Cette rencontre est déterminante et lancera la carrière de ceux qui deviendront plus tard les Fugees. Peu de temps après, Pras lui présente Lauryn Hill, d'origine jamaïcaine, et Marcy, deux amies d'école. Bell commence donc à travailler avec eux et les fait répéter dans un studio du New Jersey. Mais Marcy devant continuer ses études cesse les répétitions. Khalis encourage Pras, Wyclef et Lauryn à former un groupe. Ils créent alors The Rap Translators (on trouve parfois le terme Tranzlator Crew, mais ce nom, attribué a posteriori n'est pas celui sous lequel le groupe se produisait à l'époque) en 1989.
En 1993, les Rap Translators sont invités à participer à l'album Unite de Kool and The Gang, notamment sur le titre B Ball, en hommage à Miles Davis. Wyclef Jean est aussi invité à jouer quelques parties de guitare sur certains morceaux. C'est leur première apparition discographique. La même année, le groupe signe un contrat chez Ruffhouse Records, label distribué par Columbia Records,.

### Blunted on Reality
En 1994, à la veille de la sortie de leur premier album, Blunted on Reality, les Rap Translators sont contraints de changer de nom, afin d'éviter toutes confusions ou conflits avec un autre groupe du même nom. Ils deviennent alors les Fugees. Ce nom est dérivé du mot anglais refugees qui signifie « réfugiés », en référence aux origines caribéennes des membres du groupe. Alors que Lauryn se fait entre-temps remarquer, notamment dans le film Sister Act 2 (1993), le trio enregistre en 1994 l'album Blunted on Reality, sous la bienveillante houlette de Ronald Khalis Bell. L'album est publié le 1er février 1994, et atteint la 62e place du Billboard 200. Deux tubes de la scène underground en sont extraits, Nappy Heads (Mona Lisa) et Vocab. Mais bien que d'une qualité artistique indéniable, le disque est peu diffusé à sa sortie et ne sera apprécié que plus tard, après la sortie de leur second album, The Score, le 1er février 1996.

### The Score
The Score, qui connaît un succès commercial considérable à sa sortie, a été classé à la 469e place des « 500 plus grands albums de tous les temps » selon le magazine Rolling Stone en 2003 et parmi les « 100 meilleurs albums de rap » du magazine The Source en 1998. Il est toujours considéré par la presse spécialisée comme un classique de la culture hip-hop. Il se classe à la première place du Billboard 200 et du Top R&B/Hip-Hop Albums aux États-Unis, ainsi que de nombreux classements à travers le monde (Autriche, Belgique, France, Norvège, Pays-Bas et Suisse) et est certifié six fois disque de platine par la RIAA, avec plus de six millions d'exemplaires vendus aux États-Unis. Les Fugees remportent aussi deux Grammy Awards en 1997 : celui du « meilleur album de rap » et celui de la « meilleure performance vocale RnB par un duo ou un groupe » pour Killing Me Softly. 
Le groupe est réputé pour ses choix inhabituels de reprises et les sources de ses samples sur les deux albums. The Score, par exemple, inclut des réinterprétations de No Woman No Cry de Bob Marley et The Wailers, et Killing Me Softly de Roberta Flack, auparavant leur plus gros succès pop. L'album comprend également une réinterprétation de Ready or Not Here I Come (Can't Hide From Love) des Delfonics. Leur tube Ready or Not utilise un sample de Boadicea d'Enya sans sa permission. Le procès qui suit débouche sur un arrangement grâce auquel Enya reçoit reconnaissance et royalties pour son sample. Les Fugees ont toujours remercié et félicité Enya pour sa grande compréhension de la situation, notamment dans le livret de l'album The Score. Le titre Fu-Gee-La du trio est une reprise de  Ooh La La La de Teena Marie.

### Séparation
Le groupe se sépare en 1997. Bien que les Fugees soient restés discrets sur les raisons exactes de cette séparation, il semblerait qu'un conflit entre Lauryn Hill et Wyclef Jean en soit à l'origine. Chacun des membres se lance dans une carrière solo. Hill se consacre à la musique et publie en 1998 le très remarqué The Miseducation of Lauryn Hill. Jean devient producteur pour de nombreux artistes tels que Canibus, Destiny's Child ou encore Carlos Santana et enregistre en 1997 l'album The Carnival. Michel, quant à lui, s'intéresse principalement à l'enregistrement de musiques de films et à la comédie.
Néanmoins le 18 septembre 2004, les Fugees participent au concert dans le film Dave Chappelle's Block Party, dans le quartier de Bedford Stuyvesant à Brooklyn. Ils sont en tête d'affiche au milieu de nombreux artistes tels que Kanye West, Mos Def, Jill Scott, Erykah Badu, The Roots, Talib Kweli, Common, Big Daddy Kane, Kool G Rap, Bilal, dead prez, Cody ChestnuTT, John Legend et le Central State University Marching Band. Le concert reçoit beaucoup de critiques positives, la plupart félicitant Lauryn Hill pour sa version quasiment a cappella de Killing Me Softly. Après une absence de près de dix ans, les Fugees participent aux BET Awards le 28 juin 2005, ouvrant l'émission par une prestation de douze minutes. Le 27 septembre 2005, le trio met en ligne un single intitulé Take It Easy qui se classe à la 40e place des Hot R&B/Hip-Hop Songs mais reçoit des critiques défavorables déplorant la disparition du « son Fugees ». Le groupe repart en tournée en Europe du 30 novembre au 20 décembre 2005, la première depuis 1997. Le groupe joue en Autriche, Finlande, Norvège, Allemagne, Italie, France, Belgique, Suède, Suisse, Slovaquie, au Danemark et au Royaume-Uni. Peu de critiques écrites existent sur ces représentations, mais la plupart des fans sur internet s'accordent à dire que la plupart de ces shows n'ont pas reçu assez de publicité, avaient un mauvais son et étaient mal organisés, mais que le groupe en lui-même a probablement fait certaines de ses meilleures prestations[réf. nécessaire]. Le 6 février 2006, le groupe se retrouve pour un concert à Hollywood. Les tickets ont été distribués à environ 8 000 fans par des stations de radio locales.
Fin février 2006, un nouveau titre intitulé Foxy se répand sur Internet depuis une source inconnue. Peu de choses sont connues à propos de ce titre, à part qu'il est désigné comme « le véritable retour des Fugees » par de nombreux blogs musicaux. Mais la tentative de reformation prend fin quand Pras et Wyclef Jean déclarent vouloir tout arrêter, à moins que Lauryn Hill ne change son comportement et ne se soigne.
Le 22 septembre 2021, le groupe donne pour la première fois depuis 15 ans un concert à New-York, prélude à une tournée d'une quinzaine de dates.

## Discographie

### Albums studio
- 1994 : Blunted on Reality
- 1996 : The Score

### Remix
- 1996 : Bootleg Versions

### Compilation
- 2003 : Greatest Hits

### Singles
| Année | Titre                                                                       | Meilleure position[réf. nécessaire] | Meilleure position[réf. nécessaire] | Meilleure position[réf. nécessaire] | Album                                |
| Année | Titre                                                                       | US (Billboard Hot 100)              | US (Hot R&B/Hip-Hop Songs)          | R-U.                                | Album                                |
| 1994  | Boof Baf                                                                    | -                                   | -                                   | -                                   | Blunted on Reality                   |
| 1994  | Nappy Heads                                                                 | 49                                  | 12                                  | -                                   | Blunted on Reality                   |
| 1994  | Vocab                                                                       | -                                   | -                                   | -                                   | Blunted on Reality                   |
| 1995  | Fu-Gee-La                                                                   | 29                                  | 13                                  | 21                                  | The Score                            |
| 1996  | Killing Me Softly                                                           | 2                                   | -                                   | 1                                   | The Score                            |
| 1996  | Ready or Not                                                                | -                                   | -                                   | 1                                   | The Score                            |
| 1996  | No Woman, No Cry (avec Stephen Marley)                                      | -                                   | -                                   | 2                                   | The Score                            |
| 1997  | Rumble in the Jungle (avec A Tribe Called Quest, Busta Rhymes & John Forté) | -                                   | -                                   | 3                                   | When We Were Kings (bande originale) |
| 2005  | Take It Easy                                                                | -                                   | 40                                  | -                                   | Reconciliation                       |

### Featurings
- 1995 : Freestyle de Funkmaster Flex sur l'album The Mix Tape, Vol. 1
- 1996 : Boom Biddy Bye Bye (Fugees Mix) de Cypress Hill sur l'EP Unreleased & Revamped
- 1996 : Allies des Poor Righteous Teachers sur l'album The New World Order
- 1997 : Hip-Hopera de Bounty Killer sur l'album My Xperience
- 1998 : Just Happy to Be Me sur la bande originale d'Elmopalooza!
- 2004 : Ready or Not (Original '96 Mix) de Knowledge & Wisdom sur l'EP The Jungle Lost Scrolls
- 2006 : Boom Jungle Bye Bye de Keej sur le maxi Tuff-Ganger 2006